# جاكي بيلابدي
جاكي بيلابدي (من موليد 11 يوليو 1960) هو لاعب كرة قدم جزائري متقاعد. لعب مباراة واحدة للفريق الوطني الجزائري لكرة القدم، و مباراة ودية ضد نادي كرة القدم الكونغولي إنتر كلوب برازافيل في عنابة، وسجل هدفين.

## روابط خارجية
- جاكي بيلابدي على موقع قاعدة بيانات كرة القدم.إي يو (الإنجليزية)